# Irina Andrejewna Awwakumowa

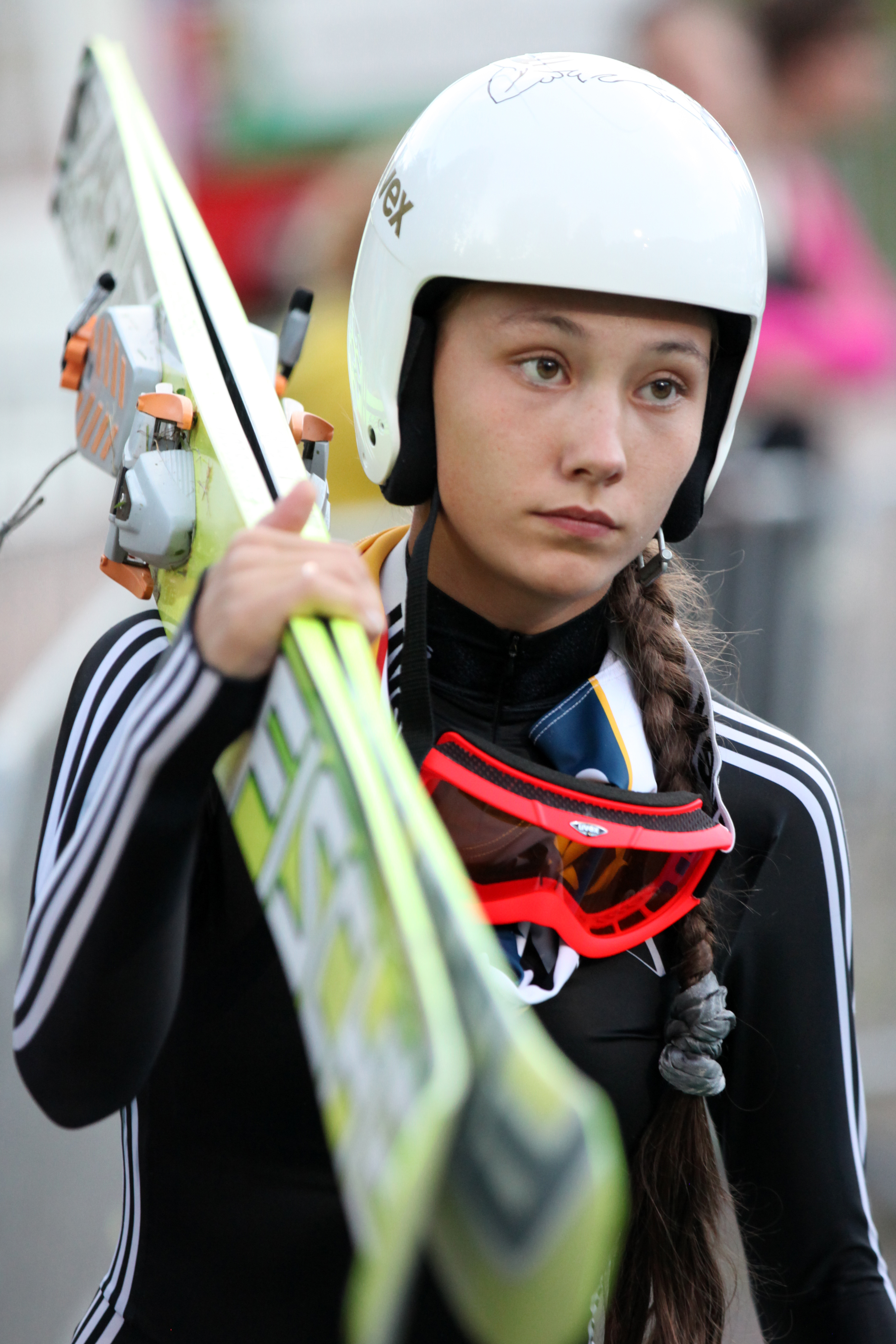
Irina Awwakumowa beim Grand Prix in Hinterzarten (2012)

Irina Andrejewna Awwakumowa, geb. Taktajewa, (russisch Ирина Андреевна Аввакумова (Тактаева), englisch Irina Avvakumova, wiss. Transliteration Irina Andreevna Avvakumova; * 14. September 1991 in Mysa, Oblast Leningrad, Russische SFSR, Sowjetunion) ist eine ehemalige russische Skispringerin und Siegerin des Continental Cups 2012/13. Bei den Olympischen Winterspielen in Peking gewann sie mit dem russischen Mixed-Team die Silbermedaille.

## Werdegang
Irina Awwakumowa stammt aus dem kleinen Dorf Mysa im Gattschinski rajon nahe dem südlichen Stadtrand von Sankt Petersburg. Sie wechselte 2005 vom Langlauf zum Skisprung und wurde 2009 in die Nationalmannschaft aufgenommen. Ihr internationales Debüt gab sie als Irina Taktajewa am 8. August 2009 beim Skisprung-Continental-Cup in Bischofsgrün, wo sie 47. wurde. Bereits zwei Wochen später gewann sie in Lillehammer ihre ersten Continental-Cup-Punkte. Die Winter-Saison 2009/10 begann sie mit dem Gewinn von drei Punkten im finnischen Rovaniemi. Bei den Nordischen Junioren-Skiweltmeisterschaften 2010 in Hinterzarten erreichte sie Platz 38 im Einzel. Die Saison beendete sie mit sechs Punkten auf dem 61. Platz der Continental-Cup-Gesamtwertung.
Bereits im Sommer 2010 konnte sie in Bischofsgrün erneut punkten. Im September wurde Taktajewa im schwedischen Falun zweimal 21. Bei den Nordischen Junioren-Skiweltmeisterschaften 2011 im estnischen Otepää sprang sie auf den 39. Platz. Sie erhielt die Nominierung für die Nordischen Skiweltmeisterschaften 2011 im norwegischen Oslo, wo sie auf den 37. Rang sprang.
Seit der Saison 2011/12 startet Awwakumowa im neu eingerichteten Skisprung-Weltcup der Damen. Bei ihrem Weltcup-Debüt in Lillehammer am 3. Dezember 2011 wurde sie 40. Am 4. Februar 2012 gelang ihr als 14. in Hinzenbach erstmals der Gewinn von Weltcup-Punkten. Die Saison 2011/12 beendete sie auf dem 33. Platz der Weltcup-Gesamtwertung. Am 23. September 2012 erzielte sie als Zweite in Almaty ihre erste Podestplatzierung im Sommer-Grand-Prix. Bei den Nordischen Skiweltmeisterschaften 2013 in Val di Fiemme belegte sie den 13. Platz im Einzel und mit der russischen Mannschaft den neunten Rang im erstmals ausgetragenen Mixed-Teamwettbewerb. Am 9. und 10. März gewann sie drei Continental-Cup-Springen im schwedischen Örnsköldsvik. Sie beendete die Saison 2012/13 als 41. im Gesamtweltcup und als Siegerin der Winter-Continental-Cup-Wertung.
Bei der Winter-Universiade 2013 in Predazzo gewann sie im Einzel die Bronzemedaille und im Mixed-Teamwettbewerb mit Michail Maximotschkin die Goldmedaille. Ihre erste Podiumsplatzierung im Weltcup erzielte Awwakumowa mit Rang drei am 21. Dezember 2013 in Hinterzarten. Am 4. Januar 2014 gewann sie auf der Sneschinka-Schanze im russischen Tschaikowski als erste Russin einen Wettbewerb im Skisprung-Weltcup. Damit beendete sie die ab Beginn der Saison 2013/14 anhaltende Siegesserie von Sara Takanashi. Als einzige russische Teilnehmerin belegte sie bei der Olympiapremiere des Damenskispringens in Sotschi Platz 16. Am Ende der Saison belegte sie mit 731 Punkten den vierten Rang im Gesamtweltcup.
Bei der Winter-Universiade 2015 in Štrbské Pleso gewann sie sowohl den Einzelwettbewerb als auch zusammen mit Anastassija Gladyschewa den Mannschaftswettbewerb. Im Mixed-Teamwettbewerb wurde sie Vierter. Bei den Nordischen Skiweltmeisterschaften 2015 in Falun belegte sie den elften Rang im Einzelwettbewerb und wurde mit der russischen Mannschaft Sechste im Mixed-Teamwettbewerb. Bei den Nordischen Skiweltmeisterschaften 2017 in Lahti belegte sie den zwölften Rang im Einzelwettbewerb und wurde im Mixed-Teamwettbewerb erneut Sechste. In den drei Saisons von 2015/16 bis 2017/18 erreichte Awwakumowa im Weltcup regelmäßig Top-Ten-Platzierungen und sprang auch immer wieder auf das Podest. Sie kam in diesem Zeitraum aber nicht über Platz zwei hinaus und verpasste damit ihren zweiten Weltcupsieg. In diesen drei Jahren belegte sie die Plätze sieben, neun und fünf im Gesamtweltcup. In der Saison 2017/18 belegte sie mit der russischen Mannschaft bei den ersten beiden Mannschaftsspringen im Weltcup der Frauen die Plätze zwei in Hinterzarten und drei in Zaō. Bei den Olympischen Winterspielen 2018 in Pyeongchang ging sie als olympischer Athlet aus Russland an den Start und belegte im Einzelwettbewerb auf der Normalschanze als beste Russin den vierten Rang.
Im Sommer 2018 sprang Awwakumowa noch im Sommer-Grand-Prix, den sie als 15. in der Gesamtwertung beendete. Vor Beginn der Weltcup-Saison 2018/19 entschloss sie sich, für ein Jahr eine Wettkampfpause einzulegen. Dennoch startete sie bei den Weltcup-Springen in Râșnov sowie bei der Blue Bird Tour 2019. Ihr bestes Resultat erzielte sie dabei im März 2019 mit einem 18. Platz von der Tramplin Stork in Nischni Tagil. Bei den Nordischen Skiweltmeisterschaften 2021 in Oberstdorf wurde sie Zwölfte von der Normal- und Siebte von der Großschanze. Mit der russischen Frauenmannschaft belegte sie den sechsten Rang und den Mixed-Team-Wettbewerb beendete sie als Siebte.
Bei den Olympischen Winterspielen in Peking gewann sie im russischen Mixed-Team gemeinsam mit Irma Machinja, Danil Sadrejew und Jewgeni Klimow die Silbermedaille. Im Einzelwettbewerb wurde sie Siebte.
Im Februar 2024 verkündete Awwakumowa ihr Karriereende.

## Erfolge

### Weltcupsiege im Einzel
| Nr. | Datum          | Ort          | Typ           |
| --- | -------------- | ------------ | ------------- |
| 1.  | 4. Januar 2014 | Tschaikowski | Normalschanze |

### Grand-Prix-Siege im Einzel
| Nr. | Datum              | Ort          | Typ         |
| --- | ------------------ | ------------ | ----------- |
| 1.  | 12. September 2021 | Tschaikowski | Großschanze |

### Continental-Cup-Siege im Einzel
| Nr. | Datum         | Ort          | Typ           |
| --- | ------------- | ------------ | ------------- |
| 1.  | 9. März 2013  | Örnsköldsvik | Normalschanze |
| 2.  | 9. März 2013  | Örnsköldsvik | Normalschanze |
| 3.  | 10. März 2013 | Örnsköldsvik | Normalschanze |

## Statistik

### Weltcup-Platzierungen
| Saison  | Platz | Punkte |
| ------- | ----- | ------ |
| 2011/12 | 33.   | 064    |
| 2012/13 | 41.   | 028    |
| 2013/14 | 04.   | 731    |
| 2014/15 | 11.   | 315    |
| 2015/16 | 07.   | 572    |
| 2016/17 | 09.   | 531    |
| 2017/18 | 05.   | 575    |
| 2018/19 | 42.   | 029    |
| 2019/20 | 19.   | 176    |
| 2020/21 | 07.   | 349    |
| 2021/22 | 27.   | 132    |

### Grand-Prix-Platzierungen
| Saison | Platz | Punkte |
| ------ | ----- | ------ |
| 2012   | 05.   | 148    |
| 2013   | 06.   | 169    |
| 2014   | 03.   | 112    |
| 2015   | 08.   | 154    |
| 2016   | 03.   | 155    |
| 2017   | 02.   | 290    |
| 2018   | 15.   | 093    |
| 2019   | 36.   | 008    |
| 2021   | 08.   | 210    |

### Continental-Cup-Platzierungen
| Saison  | Platz | Punkte |
| ------- | ----- | ------ |
| 2009/10 | 61.   | 006    |
| 2010/11 | 48.   | 042    |
| 2011/12 | 13.   | 100    |
| 2012/13 | 01.   | 350    |

### FIS-Cup-Platzierungen
| Saison  | Platz | Punkte |
| ------- | ----- | ------ |
| 2012/13 | 06.   | 130    |
| 2013/14 | 39.   | 051    |

## Persönliches
Awwakumowa lebt in Tschulkowo bei Moskau und studierte ab 2009 an der Staatlichen Sport-Akademie МГАФК (Московская государственная академия физической культуры, zuvor МОГИФК). Sie gehörte der Experimental-Eliteschule für Wintersport „Sperlingsberge“ (ЭШВСМ по зимним видам спорта „Воробьевы горы“) an.
Bis zu ihrer Hochzeit im Dezember 2011 startete Awwakumowa unter ihrem Mädchennamen Taktajewa (Taktayeva), russisch Тактаева.